# Amazing Alex
Amazing Alex est un jeu vidéo de puzzle développé et édité par Rovio Entertainment, sorti en 2012 sur Windows, iOS, Android et Windows Phone.

## Accueil
- Gamezebo : 4,5/5[1]
- Jeuxvideo.com : 14/20[2]
- Pocket Gamer : 7/10[3]